# Онкули (могильник)
Онкули — могильник позднего неолита, ранней бронзы, расположенный в местности Онкули, недалеко от села Душелан Баргузинского района Республики Бурятии. Был раскопан в 1967 году археологом Е. А. Хамзиной. Включает в себя разрушенные и полуразрушенные погребения, представляющие собой длинные и узкие ямы с глубиной до 0,55 м. Погребённые лежали на спине с согнутыми в коленях ногами. Сопроводительный инвентарь состоял из каменных, костяных и бронзовых изделий китойской и глазковской культуры, а также предметов из нефрита. Находки хранятся в Музее БНЦ СО РАН.
Могильник является объектом культурного наследия России федерального значения и объектом археологического наследия.

## Могильник
Памятник позднего неолита, ранней бронзы был раскопан в 1967 году археологом Е. А. Хамзиной в 7 км от села Душелан на левом берегу реки Ины, в местности Онкули. Ею были вскрыты три погребения, два из них на момент раскопок уже были разрушены. Погребенные были похоронены с некоторым обрядом. В длинных и узких ямах на глубине 0,55 м было найдено несколько костяков. Все скелеты лежали на спине, ноги у каждого были, по-видимому, согнуты в коленях, левые руки у них лежали вдоль туловища в вытянутом положении, а правые руку были согнуты в локте, кисти лежала на ключице.
В полукилометре от могильника ниже по течению реки Ины около овцефермы на дне котловины было открыто одиночное разрушенное детское погребение. По предположению Е. А. Хамзиной здесь когда-то тоже был могильник. В погребении были обнаружены длинные кости ног и раздавленный череп. Под погребённым в большом количестве лежали жаберные крышки рыбы тайменя. Кроме того здесь же были найдены два клыка кабана.
Инвентарь всех погребений включал разновременные вещи: выпрямители для древков стрел, встречающиеся в Прибайкалье в китойское время, каменные наконечники стрел, игольник из трубчатой кости, пряжки, роговые наконечники двух- и четырёхзубых гарпунов глазковского типа, каменные и костяные изделия неолитических форм, топоры из светло-зелёного нефрита, нож (найденный в первом полуразрушенном грунтовом погребении), плоская подвеска полуовальной формы из светлого нефрита с отверстием посередине, тонкий проволочный браслет из бронзы (находка из второго погребения), небольшая цилиндрическая бусина из нефрита, мраморное кольцо с нарезкой для подвешивания, крупная цилиндрическая бусина из светло-зелёного нефрита, скребок из светло-коричневой яшмы и подвеска из расщеплённого клыка кабана. Находки хранятся в Музее БНЦ СО РАН.
Могильник охраняется государством в соответствии с Постановлением Совета Министров Бурятской АССР № 379 от 29 сентября 1971 года как памятник археологии. В едином государственном реестре объектов культурного наследия (памятников истории и культуры) народов Российской Федерации приказом Министерства культуры Российской Федерации № 127072-р от 30 ноября 2017 года могильник зарегистрирован как объект культурного наследия федерального значения «Неолитический могильник» с присвоением ему регистрационного номера 031741236690006.

## Находки
Бусинка-пронизка цилиндрической формы была изготовлена из белого нефрита или халцедона, поверхность полностью заполирована. Внутреннее отверстие бусины биконическое, сверление было выполнено с двух сторон. Размеры: длина — 27,54 мм, диаметр внешний — 7,58 мм, диаметр внутренний — 4,93 мм.
Подовальная плоская подвеска имела неровный контур, а по центру большое круглое отверстие, выполненное станковым сверлением. Изготовлено из белого нефрита обработанного абразивами. На одной из сторон подвески был канал для крепления. Размеры: длина — 20,94 мм, ширина — 16,70 мм, толщина — 3,98 мм, диаметр отверстия — 10,16 мм.
Гарпун, предположительно изготовленный из цельного рога, был односторонний и имел четыре зубца, вырезанные ножом. Спинка гарпуна была заполирована. У основания были сделаны две нарезки, с помощью которых он крепился. Размеры гарпуна: длина — 147,64 мм, ширина — 8,06 мм, толщина — 7,85 мм.
Круглая, плоская пуговица, изготовленная из рога, имела два крупных отверстия. Поверхность пуговицы сильно разрушена, обработана ножом небрежно, отверстия вырезаны были тем же ножом. Между отверстиями был сделан канал для пришивания. Размеры пуговицы: диаметр предмета — 34,07 мм, диаметр отверстий — 8,93 мм.
Нож разделялся на две продольные половины валиковой жилкой, имел небольшой шип в 1,5 см от края черешка. Следы потёртости металла на черешке указывают на то, что у ножа была рукоять. Нож был отлит из оловянно-мышьяковской бронзы с содержанием алюминия (не менее 1 %). Аналоги ножа встречаются в памятниках усть-мильской культуры Якутии и характерны для таёжной зоны Восточной Сибири.
Браслет был покрыт толстым слоем окиси, который позже был спилен. Украшение сделано из проволоки диаметром около 1,8 мм посредством ковки. Концы проволоки заходят друг на друга, один из концов обломан, второй заточен под конус.